# صموئيل دبليو. روز
صموئيل دبليو. روز (بالإنجليزية: Samuel W. Rowse)‏ هو رسام وفنان أمريكي، ولد في 29 يناير 1822 في باث في الولايات المتحدة، وتوفي في 24 مايو 1901.